# Siegfried Heine
Siegfried Heine (ur. 17 stycznia 1883 w Poczdamie, zm. 20 lutego 1975 w Sulzbach-Rosenberg) – niemiecki generał major, dowódca niemieckiego garnizonu wyspy Guernsey.

## Życiorys
Wychowywał się w rodzinie o wyznaniu ewangelickim. W marcu 1901 roku, w stopniu podporucznika, rozpoczął służbę w niemieckim wojsku (3 pułk grenadierów cesarza Wilhelma II). Podczas wybuchu I wojny światowej adiutant dowódcy 27 Brygady Piechoty. 6 stycznia 1915 roku awansował na stanowisko dowódcy rezerwowej kompanii 256 Pułku Piechoty. 4 kwietnia 1918 roku ranny na froncie, przebywał w szpitalu.
Podczas dwudziestolecia międzywojennego pracował w Ministerstwie Wojny.
Podczas II wojny światowej, dowódca 479 pułku 258 Dywizji Piechoty. W latach 1941–1942 dowodził 449 pułkiem 137 Dywizji Piechoty w Rosji. 1 października 1943 roku, objął stanowisko komendanta wyspy Guernsey. W roku 1944 przejął dowództwo nad wyspą Jersey. 9 maja 1945 roku, został aresztowany przed władze brytyjskie. Podpisał akt kapitulacji garnizonu na niszczycielu HMS Bulldog. Trafił do obozu jenieckiego nr. 11. 17 marca 1948 roku przeniesiony do Southampton. Zmarł w Bawarii.

## Kariera wojskowa
- Podporucznik – 22 marca 1901 roku,
- Porucznik – 16 czerwca 1910 roku,
- Kapitan – 19 czerwca 1914 roku,
- Major – 1 grudnia 1934 roku,
- Podpułkownik – 1 czerwca 1938 roku,
- Pułkownik – 1 sierpnia 1941 roku,
- Generalmajor – 1 maja 1945 roku,